# Adolph Kittendorff
Johan Adolph Kittendorff, född 5 april 1820 i Köpenhamn, död 20 april 1902, var en dansk litograf.
Adolph Kittendorff utförde bland annat illustrationer till verket Billeder efter danske Malere och var en av grundläggarna av den litografiska firman I. W. Tegner & Kittendorf, vilken även verkade för svensk bokkonst. Hans bror Axel Theodor Kittendorff (1821-1868) gjorde sig känd som xylograf, även i svenska bokverk.

## Utmärkelser
- Riddare av Dannebrogorden,  1890[4]

[Redigera Wikidata]